# Jan Siemerink
Johannes Martinus Siemerink, dit Jan Siemerink, né le 14 avril 1970 à Rijnsburg, est un joueur de tennis néerlandais. Il est capitaine de l'équipe des Pays-Bas de Coupe Davis entre 2007 et 2016.

## Palmarès

### En simple messieurs
« Fait rarissime, peut-être même inédit chez les hommes en Grand Chelem » sur le circuit ATP selon Eurosport, Jan Siemerink a remporté, lors de l'US Open 1994, un tie-break (au 4e set) en remontant de 0-6 à 10-8 contre Richard Krajicek qui a gaspillé 7 balles de match dont 6 consécutives. Jan Siemerink perd le match 6-7, 4-6, 7-6, 7-6(8), 4-6.

## Parcours dans les tournois duGrand Chelem

### En simple
| Année | Open d'Australie | Open d'Australie | Internationaux de France | Internationaux de France | Wimbledon       | Wimbledon     | US Open         | US Open        |
| ----- | ---------------- | ---------------- | ------------------------ | ------------------------ | --------------- | ------------- | --------------- | -------------- |
| 1991  | 1/8 de finale    | G. Prpić         | 1er tour (1/64)          | M. Chang                 | 1er tour (1/64) | G. Prpić      | 3e tour (1/16)  | G. Markus      |
| 1992  | 2e tour (1/32)   | J. Fitzgerald    | 1er tour (1/64)          | G. Bloom                 | 1er tour (1/64) | M. Woodforde  | 3e tour (1/16)  | A. Agassi      |
| 1993  | 3e tour (1/16)   | S. Bruguera      | 1er tour (1/64)          | W. Ferreira              | 1er tour (1/64) | M. Stich      | 2e tour (1/32)  | H. Holm        |
| 1994  | 2e tour (1/32)   | S. Edberg        | —                        | —                        | —               | —             | 1er tour (1/64) | R. Krajicek    |
| 1995  | 2e tour (1/32)   | D. Wheaton       | 1er tour (1/64)          | I. Kafelnikov            | 3e tour (1/16)  | Bo. Becker    | 1er tour (1/64) | D. Rostagno    |
| 1996  | 3e tour (1/16)   | B. Steven        | 2e tour (1/32)           | J. Hlasek                | 1er tour (1/64) | C. Pioline    | 3e tour (1/16)  | A. Agassi      |
| 1997  | 1er tour (1/64)  | C. Ruud          | 3e tour (1/16)           | M. Philippoussis         | 1er tour (1/64) | R. Furlan     | 1er tour (1/64) | M. Larsson     |
| 1998  | 2e tour (1/32)   | J. Golmard       | 1er tour (1/64)          | J. van Lottum            | 1/4 de finale   | G. Ivanišević | 1/8 de finale   | J. Björkman    |
| 1999  | 1er tour (1/64)  | S. Sargsian      | 1er tour (1/64)          | G. Cañas                 | 1er tour (1/64) | P. Goldstein  | 1er tour (1/64) | L. Burgsmüller |
| 2000  | 1er tour (1/64)  | T. Woodbridge    | —                        | —                        | 1er tour (1/64) | T. Woodbridge | 1er tour (1/64) | J. Stoltenberg |
| 2001  | 2e tour (1/32)   | S. Grosjean      | 1er tour (1/64)          | F. Squillari             | 1er tour (1/64) | K. Pless      | 2e tour (1/32)  | A. Clément     |

N.B. : à droite du résultat se trouve le nom de l'ultime adversaire.

### En double
| Année | Open d'Australie             | Open d'Australie           | Internationaux de France      | Internationaux de France    | Wimbledon                      | Wimbledon                    | US Open                        | US Open                  |
| ----- | ---------------------------- | -------------------------- | ----------------------------- | --------------------------- | ------------------------------ | ---------------------------- | ------------------------------ | ------------------------ |
| 1991  | 1er tour (1/32) M. Schapers  | U. Riglewski M. Stich      | 2e tour (1/16) H. J. Davids   | J. Eltingh L. Pimek         | 1er tour (1/32) H. J. Davids   | S. Botfield J. Turner        | 2e tour (1/16) C. van Rensburg | L. Pimek P. Wekesa       |
| 1992  | 1/2 finale R. Krajicek       | T. Woodbridge M. Woodforde | 1er tour (1/32) M. Oosting    | M. Briggs T. Kronemann      | 1er tour (1/32) D. Poliakov    | J. Grabb R. Reneberg         | 1er tour (1/32) T. Middleton   | N. Borwick S. Youl       |
| 1993  | 1/8 de finale S. Edberg      | M. Kratzmann W. Masur      | 1er tour (1/32) M. Koevermans | M. Keil D. Randall          | 1er tour (1/32) T. Nijssen     | J.-L. de Jager M. Ondruska   | 1er tour (1/32) S. Groen       | S. Davis C. van Rensburg |
| 1994  | 2e tour (1/16) D. Vacek      | A. Kratzmann M. Kratzmann  | —                             | —                           | —                              | —                            | 1er tour (1/32) J. Garat       | D. Adams A. Olhovskiy    |
| 1995  | 1er tour (1/32) H. J. Davids | G. Raoux G. Rusedski       | 1/8 de finale M. Knowles      | J. Eltingh P. Haarhuis      | 1/4 de finale A. Olhovskiy     | M.-K. Goellner I. Kafelnikov | 1er tour (1/32) R. Krajicek    | J. Leach B. Hansen-Dent  |
| 1996  | 1er tour (1/32) E. Ferreira  | M. Philippoussis P. Rafter | 1er tour (1/32) E. Ferreira   | T. Kronemann D. Macpherson  | 1/2 finale E. Ferreira         | B. Black G. Connell          | 2e tour (1/16) E. Ferreira     | O. Delaitre J. Tarango   |
| 1997  | 1er tour (1/32) T. Henman    | S. Draper B. Steven        | 1/8 de finale S. Groen        | T. Carbonell F. Roig        | 1er tour (1/32) J. Stoltenberg | J. Björkman N. Kulti         | 1er tour (1/32) S. Schalken    | M. Sell D. Witt          |
| 1998  | 1er tour (1/32) D. Vacek     | L. Lobo J. Sánchez         | 1er tour (1/32) F. Wibier     | M. Knowles D. Nestor        | 2e tour (1/16) F. Wibier       | J. Eltingh P. Haarhuis       | 1er tour (1/32) D. Orsanic     | B. Haygarth K. Kinnear   |
| 1999  | 2e tour (1/16) T. Kempers    | M. Mirnyi A. Olhovskiy     | 1/8 de finale J. Sánchez      | P. Albano T. Carbonell      | —                              | —                            | 1er tour (1/32) S. Schalken    | A. Florent D. Macpherson |
| 2000  | 2e tour (1/16) A. Olhovskiy  | N. Marques T. Vanhoudt     | 1er tour (1/32) L. Paes       | G. Forget G. Raoux          | 2e tour (1/16) M.-K. Goellner  | N. Kulti M. Tillström        | 1er tour (1/32) A. Kitinov     | R. Federer A. Kratzmann  |
| 2001  | 1er tour (1/32) S. Groen     | S. Draper J. Stoltenberg   | 1er tour (1/32) G. Stafford   | A. Kitinov M. Sprengelmeyer | 2e tour (1/16) T. Carbonell    | P. Pála P. Vízner            | 1er tour (1/32) J. Waite       | J. Oncins D. Orsanic     |

N.B. : le nom du ou de la partenaire se trouve sous le résultat ; le nom des ultimes adversaires se trouve à droite.